# Moisés Baiano
Moisés Baiano, bürgerlicher Name Moisés Mendonça Nascimento, (* 25. September 1988 in Feira de Santana, Brasilien) ist ein brasilianischer Fußballspieler.

## Karriere
Der 1,76 Meter große Mittelfeldakteur Moisés Baiano wechselte Anfang Januar 2013 von EC 14 de Julho (Rio Grande do Sul) zu AER Santo Ângelo (RS). Für die zweite Jahreshälfte kehrte er dann zu seinem vormaligen Klub zurück. Am Jahresbeginn 2014 schloss er sich dem Riograndense FC an. Im Juli 2014 verpflichtete ihn der uruguayische Zweitligist Cerro Largo FC. Dort wurde er in der Saison 2014/15 in 14 Spielen (kein Tor) der Segunda División eingesetzt. Ab Mitte September 2015 setzte er seine Karriere beim Huracán Football Club fort, für den er in der Spielzeit 2015/16 sechsmal in der zweithöchsten uruguayischen Liga zum Einsatz kam. Bislang (Stand: 17. August 2017) sind dort keine weiteren Einsätze für ihn verzeichnet. Er wird allerdings im Zweitligakader der Saison 2017 geführt.